# Northwest Africa 16788
Der Meteorit Northwest Africa 16788 (NWA 16788) ist ein Marsmeteorit, bei dem es sich um den bisher größten je auf der Erde gefundenen handelt. Er wurde am 16. November 2023 von einem Meteoritensucher in Niger in der Region Agadez gefunden und am 16. Juli 2025 bei Sotheby’s für 5,3 Millionen US-Dollar (4,5 Millionen Euro) versteigert.

## Mineralogie, Klassifizierung, Herkunft
Beschreibung gemäß Meteoritical Bulletin:
- Physikalische Eigenschaften: Die graue bis braune Außenfläche ist teilweise mit einer grauen bis bräunlichen Schmelzkruste bedeckt.
- Petrographie: Der Stein weist eine porphyrische Textur mit Olivin-Phänokristallen (Einsprenglinge, bis zu 3 mm) auf, die in eine Grundmasse aus ophitischem Pyroxen und Maskelynit eingebettet sind. Die Olivin-Phänokristalle zeigen auf eine chemische Zonierung und enthalten teilweise kristallisierte Schmelzeinschlüsse mit einer Größe von mehreren 10−5 m (10 µm). Weitere geringfügig vorkommende Phasen sind Merrillit, Ilmenit, Chromit und Pyrrhotit. Es sind auch schockgeschmolzene Bereiche zu beobachten.
- Geochemie: Die Olivin-Phänokristalle sind typischerweise von einem Magnesium-reichen Kern zu einem Eisen-reichen Rand zoniert. Das durchschnittliche Fe/Mn-Verhältnis des Olivin beträgt 49±3. Das Pyroxen weist ein breites chemisches Spektrum von Pigeonit  bis Augit auf.

## Aufbewahrung
Am 16. Juli 2025 wurde der Meteorit bei Sotheby’s für 5,3 Millionen US-Dollar (4,5 Millionen Euro) versteigert. Der erwartete Erlös hatte 2 bis 4 Millionen US-Dollar betragen. Der weitere Verbleib des Meteoriten ist derzeit unklar.
Laut Meteoritical Bulletin (Stand 25. Juli 2025) halten Bo Zhang und zwei anonyme Sammler zusammen die Hauptmasse.
Die Regierung von Niger kündigte im Nachgang eine Untersuchung an, bei der geklärt werden soll, wie der Meteorit das Land auf legalem Weg und ohne finanzielle Kompensation verlassen haben konnte. Obwohl Sotheby’s erklärte, dass alle notwendigen Papiere für den Verkauf vorlägen und gültig seien, wird dies von der Regierung von Niger angezweifelt. Der Paläontologe und Gründer der Niger Heritage Paul Sereno verurteilte die Ausfuhr Versteigerung zudem scharf und stellt klar, dass es unmöglich rechtens sein könne, dass ein für das Land kulturhistorisch bedeutendes Objekt wie der Marsmeteorit einfach ausgeführt werden könne.